# (21622) Victorshia
(21622) Victorshia (1999 LV22) – planetoida z pasa głównego asteroid okrążająca Słońce w ciągu 3,33 lat w średniej odległości 2,23 j.a. Odkryta 9 czerwca 1999 roku.